# Vexillum zythochroa
Vexillum zythochroa är en snäckart som först beskrevs av James Cosmo Melvill 1888.  Vexillum zythochroa ingår i släktet Vexillum och familjen Costellariidae. Inga underarter finns listade i Catalogue of Life.